# Койда, Самуил Трофимович
Самуил Трофимович Койда (5 мая 1901 года,  ст. Елизаветинская, Кубанская область, Российская империя —  умер после 1958 года) —  полковник РККА (1942-1943). Во время Великой Отечественной войны, после пленения изъявил желание воевать против СССР, впоследствии деятель «власовского» движения.

## Биография
Родился 5 мая 1901 года в станице Елизаветинская, ныне Краснодарского края,  России.

### Военная служба

#### Гражданская война
В июне 1920 года был призван в РККА в городе Екатеринодар и направлен в 8-ю маршевую роту. С 9 июля служил в 176-м стрелковом полку 3-й Кавказской стрелковой дивизии ОККА в городе Александрополь (Ленинакан). В его составе воевал против бандформирований в Дагестане в районе крепости Гуниб, в феврале — октябре 1921 года — сражался с дашнаками в Эриванской губернии. 12 августа 1921 года переведен в 175-й стрелковый полк. В мае 1922 года окончил дивизионную школу младших командиров, после чего проходил службу командиром отделения в 8-м Кавказском кавалерийском полку.

#### Межвоенные годы
В сентябре 1923 года был зачислен курсантом в Тифлисскую нормальную пехотную школу. После её окончания в сентябре 1926 года назначен в 65-й стрелковый полк 22-й Краснодарской стрелковой дивизии СКВО в городе Новороссийск, где проходил службу командиром стрелкового взвода и взвода полковой школы. Член ВКП(б) с 1927 года. С декабря 1930 по июнь 1931 года находился на Военно-политических курсах в Киеве, возвращаясь в полк, исполнял должность политрука роты, начальника клуба и командира роты. В феврале 1932 года переведён командиром роты в 282-й стрелковый полк 94-й стрелковой дивизии СибВО в Канске, с февраля 1934 года исполнял должность начальника штаба и командира батальона в 280-м стрелковом полку в Красноярске. С декабря 1937 года был командиром батальона и начальником полковой школы в 213-м стрелковом полку в Томске. С 5 января по 15 июня 1939 года находился на курсах «Выстрел», в июле назначен командиром 735-го стрелкового полка 166-й стрелковой дивизии в Томске.

#### Великая Отечественная война
В  июне 1941 года дивизия вошла в состав 52-го стрелкового корпуса сформированной в СибВО 24-й армии и находилась в резерве Ставки ГК. В середине июля дивизия была переброшена в район Вязьмы, где вошла в подчинение 19-й армии и в её составе принимала участие в Смоленском сражении. 29 сентября подполковник  Койда вступил в командование 457-м стрелковым полком 222-й стрелковой дивизии. В составе 43-й армии Резервного, а с 3 октября — Западного фронтов дивизия участвовала в Вяземской оборонительной операции. В ходе неё советские войска потерпели поражение, значительная часть соединений Западного и Резервного фронтов оказались в окружении, однако и в этих тяжёлых условиях они продолжали вести упорные оборонительные бои. Часть полка вместе с её командиром подполковником  Койда в середине октября сумела выйти из вражеского кольца на Можайскую линию обороны. В период оборонительных боёв под Вязьмой  был контужен и после выхода из окружения направлен на лечение. После излечения вновь командовал 457-м стрелковым полком 222-й стрелковой дивизии, которая в это время вела оборонительные бои под Наро-Фоминском в составе 33-й армии Западного фронта. В декабре 1941 года — январе 1942 года дивизия участвовала в контрнаступлении под Москвой. 8 марта 1942 года  полковник Койда был отозван с фронта и получил назначение на должность командира 184-й стрелковой дивизии, которая находилась на формировании  в районе села Малые Чапурники Сталинградской области в составе 7-й резервной армии (с 10.07.1942—62-я). 14 июля дивизия выступила на фронт. В конце июля она в составе 62-й армии Сталинградского фронта заняла оборонительную полосу в районе нас. пункта Верхняя Бузиновка Сталинградской области. Противник, перейдя в наступление, прорвал оборону дивизии, её части оказались в тяжёлом положении. Обойдённые с севера, запада и северо-востока, оторванные от управления дивизии и её тылов, они не дрогнули, продолжали вести тяжёлые оборонительные бои. 1 августа части дивизии сумели прорвать кольцо окружения, выйти на левый берег Дона и занять оборону. Всего за летний период оборонительных боёв дивизия под командованием полковника Койды уничтожила свыше 5 тысяч солдат и офицеров противника, вывела из строя 53 вражеских танка. С 15 сентября дивизия была передислоцирована в Пензенскую обл. на пополнение и находилась в резерве Ставки ВГК. 24 декабря она была переброшена на Воронежский фронт. С 7 января 1943 г. в составе 3-й танковой армии части дивизии участвовали в Острогожско-Россошанской наступательной операции. В ходе неё 23 января Койда был отстранён от командования дивизией без объяснения причин, а 11 февраля в связи с гибелью командира дивизии майора П. Я. Галузы вновь восстановлен в должности комдива. Участвовал в Харьковских наступательной и оборонительной операциях.

##### Плен и предательство
В марте 1943 года в ходе Харьковской оборонительной операции 184-я стрелковая дивизия была разбита, а Койда не вышел из боя. Приказом ГУК НКО СССР от 27.08.1943 он был исключён из списков РККА как пропавший без вести. Позднее выяснилось, что полковник Койда попал в плен. Содержался в различных лагерях военнопленных. В 1944 году добровольно присоединился к власовскому движению. В ноябре некоторое время являлся начальником офицерских курсов при 1-й пехотной дивизии ВС КОНР (Комитет освобождения народов России), с декабря командовал учебно-запасной бригадой ВС КОНР. В апреле 1945 года присоединился к Южной группе ВС КОНР генерала Ф. И. Трухина, находившейся на территории Австрии, и совершил с ней марш в Чехию. 8 мая в районе Каплице — Крумау перевёл бригаду в полосу дислокации 26-й пехотной дивизии 3-й американской армии.

#### Послевоенное время
После войны, благодаря коменданту Фридберга, выписавшему пропуска в глубь американской оккупационной зоны для всей бригады, подавляющее её большинство избежало насильственной репатриации. Затем Койда был интернирован в лагерь Ганакер (Ландау), откуда в августе бежал, скрывался под Мюнхеном. В 1948 году стал одним из создателей правой власовской организации Союз Андреевского Флага, во главе с генерал-лейтенантом П. В. Глазенапом. 17 февраля 1950 года возглавил «Деловую оппозицию» этой организации и позднее покинул Союз Андреевского Флага. 6 августа был избран в правление Комитета Объединённых Власовцев во главе с генералом А. В. Туркулом. Активно участвовал в политической жизни русского зарубежья. В конце 50-х годов, после самоликвидации Комитета Объединённых Власовцев, от политики отошёл. Дата смерти не установлена.

## Награды
- орден Красного Знамени (29.01.1942)[5]
- медаль «XX лет Рабоче-Крестьянской Красной Армии» (1938)[5]